# Raharja (Purwaharja)
Raharja is een bestuurslaag in het regentschap Banjar van de provincie West-Java, Indonesië. Raharja telt 4226 inwoners (volkstelling 2010).